# Tom Swoon
Dorian Tomasiak (Goleniów, Polonia, 6 de junio de 1993), más conocido con el sobrenombre Tom Swoon (anteriormente como Pixel Cheese), es un disc jockey, remixer y productor de nacionalidad polaca. Ocupó el puesto #47 en la lista que elabora DJMag todos los años. En 2017 cometió un homicidio involuntario, provocando un accidente que acabó con la vida de una persona mientras el artista estaba bajo los efectos del alcohol, por lo que su prometedora carrera como DJ productor se paró.

## Biografía
Dorian Tomasiak nació en Goleniów, una pequeña ciudad ubicada en el Voivodato de Pomerania Occidental, en Polonia, el 6 de junio de 1993. Desde pequeño se interesó por la música, y a la edad de 17 años ya empezó a producir sus primeras canciones. Entre los artistas en los que se inspiró están Deadmau5 y Daft Punk.
Tras varios años trabajando con el seudónimo de Pixel Cheese, Tomasiak decide cambiar su nombre artístico por el de Tom Swoon. La primera canción grabada con ese nombre (Who We Are), que le valió el contrato con la discográfica Ultra Records. Gracias a la canción Ahead of Us y Wait (esta última publicada por Spinnin' Records), le valió la entrada a estar en la lista de los top #150 DJ's del mundo, elaborada por la revista DJ Magazine todos los años. Actualmente, ocupa el puesto número 46 de la lista.
En el año 2017 Tom Swoon sufrió un accidente automovilístico bajo los efectos del alcohol, terminando en una persona fallecida por el choque. Se encuentra en prisión a la espera de un juicio de hasta 12 años. Además, su single 'Put Em High' fue cancelado por Spinnin' después de ocurrido el accidente y nunca fue lanzado.

## Discografía

### Canciones
- 2017: All I Ever Wanted (con Blasterjaxx) [Maxximize Records]
- 2017: Put Em High (con Therese) [SPRS] (Cancelado después de ocurrido el accidente automovilístico)
- 2017: Shingaling [Spinnin' Records]
- 2017: Helter Skelter (con Maximals)  [Spinnin' Records]
- 2016: Justin Oh "Start Again" (Tom Swoon Edit) [Armada Zouk]
- 2016: "All The Way Down" (Con Kill The Buzz & Jenson Vaughan) [Revealed Recordings]
- 2016: Never Giving Up (feat. Jake Reese) [Armada Zouk]
- 2016: Hisaak "La Fanfarra" (Tom Swoon Edit) [Maxximize Records]
- 2016: Phoenix (We Rise) (con Belleza Humble & Dank) [Ultra Music]
- 2016: Ale Q & Avedon feat. Jonathan Mendelson "Open My Leyes" (Tom Swoon Edit) [Revealed Recordings]
- 2016: "I'm Leaving" (Con Mosimann y Ilang) [Armada Music]
- 2015: Vigel feat. LACES " Nothing To Lose" (Tom Swoon Edit) [Armada Trice]
- 2015: "Stay Together" (con Nari & Milani) [Ultra Music]
- 2015: "Alive" (Con Ale Q & Sonny Noto) [Ultra Music]
- 2015: "Last Goodbye" (con Swanky Tunes) [Ultra Music]
- 2015: "Here I Stand" (con Kerano y Cimo Fränkel) [Ultra Music]
- 2015: "Zulu" [Free Download]
- 2015: I Am You (con First State) [Ultra Music]
- 2014: Savior (feat. Ruby Prophet) [Ultra Music]
- 2014: Ghost (con Stadiumx x Rico & Miella) [Protocol Recordings]
- 2014: Wait (con Paris & Simo) [Spinnin Records]
- 2014: Holika [Ultra Music]
- 2014: Otherside (feat. Niclas Lundin) [Ultra Music]
- 2014: Ahead of Us (con Lush & Simon) [Ultra Music]
- 2013: Synchronize (con Paris Blohm y Hadouken!) [Ultra Music]
- 2013: Rollercoaster (con Josef Belani) [Ultra Music]
- 2013: Wings (feat. Taylr Renee) [Ultra Music]
- 2013: Not Too Late (feat. Amba Shepherd) [Ultra Music]
- 2012: Who We Are (feat. Miss Palmer) [Ultra Music]
- 2012: Elva (como Pixel Cheese) [Ultra Music]

### Remixes
Como Pixel Cheese
- 2012: Nervo – You're Gonna Love Again (remix)
- 2012: Qpid – Waterfall (remix)
- 2012: Kaskade feat. Skyler Grey – Room for Happiness (remix)
- 2012: Steve Aoki feat Wynter Gordon – Ladi Dadi (remix)
- 2011: Gareth Emery – Tokyo (remix)
- 2011: David Guetta & Avicii vs. Laidback Luke - Till Sunshine (Pixel Cheese Bootleg)

Como Tom Swoon
- 2016: Djerem "Im In Love" (Tom Swoon Remix) [Flamingo]
- 2016: Shaan & Robert Falcon "Mirage" (Tom Swoon Remode) [Armada Music]
- 2016: Ale Q & Avedon feat. Jonathan Mendelson - "Open Your Eyes" (Tom Swoon Edit)
- 2014: Jus Jack - Stars (Tom Swoon Remix)
- 2013: Ellie Goulding - Hanging On
- 2013: Linkin Park - Burn It Down (Tom Swoon Remix)
- 2013: Paul Oakenfold – Touched by You (Tom Swoon remix)
- 2013: Benny Benassi feat. John Legend – Dance the Pain Away (Tom Swoon remix)
- 2013: Jimmy Carris feat. Polina – Open Your Heart (Tom Swoon Remix)
- 2013: Avicii - Let Me Show Your Love (Tom Swoon Edit)
- 2013: Sultan & Ned Shepard & Nervo feat. Omarion – Army (Tom Swoon Remix)
- 2013: Flo Rida – Let It Roll (Tom Swoon remix)
- 2013: Gareth Emery & Ashley Wallbridge – DUI (Tom Swoon remix)
- 2013: Dido – No Freedom (Tom Swoon remix)
- 2013: Steve Aoki & Angger Dimas vs Dimitri Vegas & Like Mike - Phat Brahms (Tom Swoon Remix)
- 2013: Tara McDonald – Give Me More (Tom Swoon remix)
- 2013: The Bloody Beetroots & Greta Svabo Bech - Chronicles Of A Fallen Love (Tom Swoon Remix)
- 2012: Flo Rida & Jennifer Lopez – Sweet Spot (Tom Swoon remix)
- 2012: Drumsound & Bassline Smith ft. Hadouken! - Daylight (Tom Swoon remix)
- 2012: Topher Jones – Hello Chicago (Tom Swoon remix)
- 2012: Alex Gaudino feat. Taboo – I Don't Wanna Dance (Tom Swoon Remix)